# Eupromera spryana
Eupromera spryana är en skalbaggsart som beskrevs av John Obadiah Westwood 1846. Eupromera spryana ingår i släktet Eupromera och familjen långhorningar. Inga underarter finns listade i Catalogue of Life.